# 슬로님

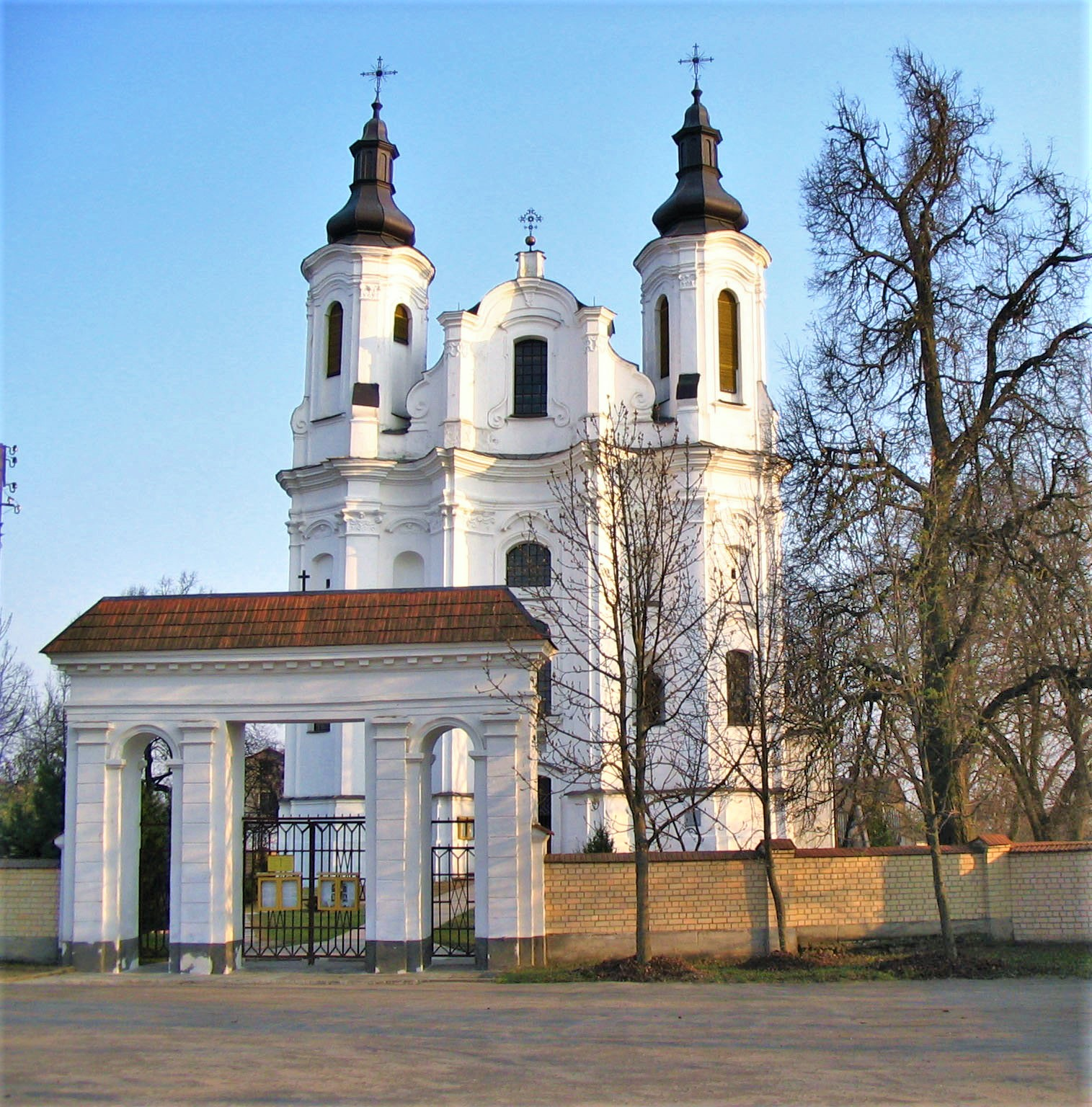

슬로님(벨라루스어: Сло́нім, 러시아어: Сло́ним, 폴란드어: Słonim)은 벨라루스의 흐로드나 주에 있는 인구 5만 3100명(1995년)의 도시이다. 스차라 강과 이사 강의 합류점에 위치하고, 바라나비치와 바우카비스크를 연결하는 철도의 중계지이기도 하다.